# Matteo Graziano
Matteo Graziano (Calatafimi Segesta, 9 maggio 1941 – Palermo, 26 ottobre 2013) è stato un politico italiano, già presidente della Regione Siciliana.

## Biografia
Diplomato geometra, impiegato dell'AMAP di Palermo, ha svolto attività sindacale nella CISL.
Aderente alla Democrazia Cristiana, è eletto deputato regionale, grazie al sostegno della CISL,  all'Assemblea Regionale Siciliana nella X legislatura (1986 - 1991).
Rieletto,  nell'XI legislatura (1991 - 1996) sempre con la DC, diventa Assessore Regionale alla Presidenza nella I e II Giunta Campione (1992-1993) appoggiato da una maggioranza DC-PSI PDS e Assessore Regionale al Territorio ed Ambiente nel 48º governo, presieduto dal liberale Francesco Martino dal 1993 al 1995.
Con lo scioglimento della DC aderisce al PPI e poi ai CDU. Nel maggio 1995 diviene presidente della Regione Siciliana.
Da presidente uscente si ricandida nel 1996 all'Ars, ma non viene eletto.
Successivamente ha contatti con Forza Italia, ma aderisce a Rinnovamento Italiano, con il quale nel 1997 si candida al Consiglio comunale di Palermo, non venendo eletto. Successivamente Rinnovamento Italiano confluisce nella Margherita.
Nel giugno 2001 è inserito nel listino del candidato presidente della Regione Leoluca Orlando, alle elezioni per l'Assemblea Regionale Siciliana, e non viene eletto.
Nel 2003, Graziano fu coinvolto nell'inchiesta della Corte dei Conti sull'utilizzo dei fondi riservati, ma la sua posizione fu prescritta, mentre altri due ex presidenti, Giuseppe Provenzano e Giuseppe Drago furono condannati a risarcire 103.123 euro. Nel 2007 in appello la Corte dei Conti condanna Graziano al pagamento di 232.000 euro.
Nell'aprile 2001, con l'Unione, si candida al Senato della Repubblica, ma non viene eletto.
Nel 2008 con la Margherita confluisce nel Partito Democratico.
Nella primavera del 2009 abbandona il PD per passare all'Unione di Centro.
Nel 2011 ancora un abbandono: aderisce al PID degli ex cuffariani, dove è nominato coordinatore provinciale di Palermo.